# 豳州 (西魏)
豳州，中国南北朝时设置的州。
西魏废帝三年（554年）由南豳州改置，治所在白土县（今陕西省彬县西南；隋朝初年移今彬县，不久改名新平县），辖境相当今陕西省彬县、旬邑、长武及甘肃省泾川等县地。大业二年（606年），并入宁州。唐朝武德元年（618年）复置。开元十三年（725年）以“豳”字和幽州的“幽”字形相近，改名邠州。
| 州 | 寧州          | 寧州          | 豳州                 | 郡 | 北地郡                                    |
| 郡 | 趙興郡        | 西北地郡      | 新平郡               | 县 | 定安县 羅川县 彭原县 襄乐县 新平县 三水县 |
| 县 | 定安县 陽周县 | 彭陽县 襄楽县 | 白土县 三水县 永寿县 | 县 | 定安县 羅川县 彭原县 襄乐县 新平县 三水县 |

## 豳州刺史
隋朝
- 周罗睺（589年冬）
- 周罗睺（约592年）
- 李敏（文帝时）
- 唐遐显
- 赵子贤
- 郭怀道

唐朝
- 独孤开远（武德年间）
- 郝元亨（630年）
- 张亮（631年）
- 李祐（贞观年间）
- 韦知止（贞观年间）
- 唐敏（高宗时）
- 薛宝胤（高宗时）
- 韦怀质（高宗时）
- 裴守真（武周时）
- 姚珽（武周时）
- 武嗣宗（神龙年间）
- 李守礼（711年—713年）
- 强循（713年）
- 李成义（714年）
- 李隆业（716年）
- 李行立（开元初？）
- 张嘉贞（723年）